# Hans-Joachim Nolten
Hans-Joachim „Hajo“ Nolten [* 8. Juni 1959 in Wassenberg (Nordrhein-Westfalen)] ist ein deutscher Tischtennisspieler. Er war deutscher Meister im Doppel und siebenfacher deutscher Mannschaftsmeister mit Borussia Düsseldorf.

## Jugend
Nolten erzielte bereits in der Jugend zahlreiche Erfolge. So wurde er zusammen mit Ralf Wosik 1975 Vizeeuropameister im Doppel.
Weitere Jugenderfolge:
- 1973 – Bundesranglistenturnier Schüler: Platz 1
- 1973 – Internationale deutsche Meisterschaft: Platz 1 mit der Mannschaft
- 1974 – Internationale deutsche Meisterschaft: Platz 1 mit der Mannschaft
- 1974 – Bundesranglistenturnier Jugend: Platz 2
- 1975 – Internationale deutsche Meisterschaft: Platz 1 im Doppel mit Ralf Wosik
- 1975 – Nationale deutsche Jugend-Meisterschaft: Platz 1 im Doppel mit Ralf Wosik und im Mixed mit Birgit Lehr
- 1975 – Bundesranglistenturnier Jugend: Platz 1
- 1976 – Nationale deutsche Jugend-Meisterschaft: Platz 1 im Einzel und im Doppel mit Jörg Schirrmeister
- 1976 – Bundesranglistenturnier Jugend: Platz 1

1976 hielt sich Nolten drei Monate lang in Schweden zu Trainingszwecken auf.

## Erwachsene national
Bei den nationalen deutschen Meisterschaften spielte er meist mit Ralf Wosik im Doppel. Gemeinsam mit ihm wurde er 1980 deutscher Meister. 1978, 1979 und 1981 erreichten beide zusammen das Endspiel. Beim Bundesranglistenturnier wurde Nolten 1979 Dritter. 
Von 1973 bis 1981 spielte er bei Borussia Düsseldorf, mit der er siebenmal deutscher Meister wurde: 1974, 1975, 1978 bis 1982. Zudem gewann Nolten mit Düsseldorf 1975, 1978 und 1979 den Deutschen Pokal.
1982 verließ er Borussia Düsseldorf, weil er dort keine Möglichkeit hatte, im oberen Paarkreuz zu spielen. In der Folge spielte Nolten bei den Vereinen TTC Grünweiß Bad Hamm (1982/83), TuS Vahr-Bremen (1983/84), BG Steiner-Optik Bayreuth (1984–1987), TTC Jülich (1987–1989), Post SV Telekom Mülheim (1989–1991), TTF Bad Honnef (1991–1997) und TTC RW Gierath (Verbandsliga, ab 1997). Parallel arbeitete er ab 1991 beim TTC Jülich als Trainer.
In der nationalen Rangliste wurde er 1979 auf Platz 6 geführt.

## Erwachsene international
Von 1976 bis 1981 bestritt Nolten 18 Länderspiele. Erstmals wurde er am 24. Februar 1976 in Hamburg gegen China eingesetzt, wo er seine beiden Spiele verlor. Für die Teilnahme an Weltmeisterschaften wurde er 1979 und 1981 nominiert. 1978 bestritt er die Individualwettbewerbe der Europameisterschaft.

## Privat
Nolten hat eine Ausbildung als Steuerberater. Seit 1999 arbeitet er als Controller bei der Tischtennisartikel-Firma Butterfly. Im Juli 1990 heiratete er die Tischtennisnationalspielerin Margit Freiberg, mit der er zwei Kinder hat. Die ehemalige Tischtennis-Nationalspielerin Katja Nolten ist Hajo Noltens Schwester.

## Turnierergebnisse
| Verband | Veranstaltung                         | Jahr | Ort       | Land | Einzel    | Doppel    | Mixed     | Team |
| ------- | ------------------------------------- | ---- | --------- | ---- | --------- | --------- | --------- | ---- |
| FRG     | Jugend-Europameisterschaft (Junioren) | 1975 | Zagreb    | YUG  |           | Silber    |           |      |
| FRG     | Weltmeisterschaft                     | 1981 | Novi Sad  | YUG  | Qual      | letzte 32 | letzte 64 | 13   |
| FRG     | Weltmeisterschaft                     | 1979 | Pyongyang | PRK  | letzte 32 | letzte 64 | letzte 64 | 11   |